# Grenville Dampfwagen

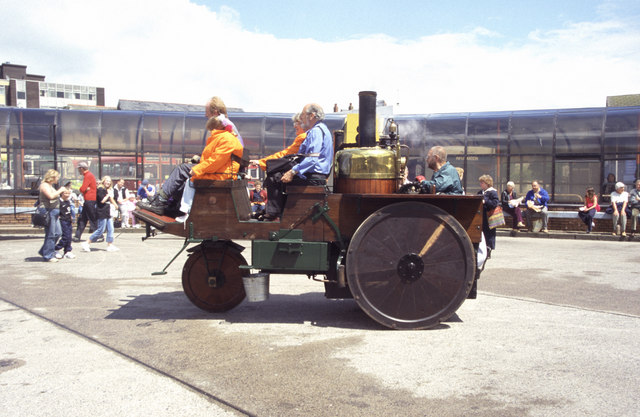
Seitenansicht

Der Grenville Dampfwagen ist ein frühes Automobil.

## Beschreibung
Der Brite Robert Neville Grenville aus Butleigh Court bei Glastonbury in Somerset stellte 1875 mit Hilfe von George Jackson Churchward, der später Leiter der Lokomotivabteilung bei der Great Western Railway war, einen Dampfwagen her.
Das Fahrzeug hat drei Räder, ein kleines vorne und zwei große hinten. Die drei Räder bestehen jeweils aus 16 Segmenten aus massivem Teakholz mit einem Eisenband. Das Fahrzeug hat einen Rahmen, der den Dampfkessel, den Motor und die Radaufhängungen trägt. Die Federung erfolgt über Blattfederung. Der Dampfkessel, der mehr als 50 Wasserrohre hat, stammt wahrscheinlich von Shand Mason & Co. Der Dampfkessel arbeitet mit 8 Bar Druck und hat eine Heizfläche von 2,7 m². Eine Wasserpumpe versorgt den Dampfkessel mit Wasser aus einem Wassertank, der unter dem Fahrzeug angeordnet ist. Die Wasserkapazität beträgt im Kessel 158 Liter sowie 227 Liter im Tank. Ursprünglich war ein Einzylindermotor montiert, der später durch einen Zweizylindermotor ersetzt wurde. Die Zylinderbohrung beträgt 127 mm, der Kolbenhub 152,4 mm. Der Motor treibt über ein Zweiganggetriebe und ein Differenzial die Hinterachse an. Der Fahrer kontrolliert die Pinnensteuerung und die Motorleistung. Dem damaligen Recht entsprechend, musste eine zweite Person, der Bremser, die Bremse bedienen. Bei Betätigen des Bremspedals sorgt eine Holzklotzbremse für Verzögerung. Das Fahrzeug bietet Platz für vier Mitfahrer. Die Höchstgeschwindigkeit ist mit etwa 32 km/h angegeben. Der Verbrauch des Fahrzeugs beträgt etwa 14,2 Liter Wasser und 1,7 kg Kohle pro Kilometer. Das Fahrzeug ist 350 cm lang und 170 cm breit. Die Quelle gibt als Fahrzeughöhe 8 Fuß und 3 Zoll sowie im metrischen System 320 cm an, allerdings stimmen diese Werte nicht überein, denn 8 Fuß 3 Zoll sind nur 251 cm. Das Fahrzeug wiegt fahrfertig 2330 kg.
Das Fahrzeug wurde bis 1902 benutzt. Vor dem Zweiten Weltkrieg erhielt es infolge einer Komplettüberholung einen neuen Dampfkessel und eine neue Hinterachse. 1947 schenkte es der Neffe des Erbauers dem Bristol Industrial Museum. Nach einer erneuten Überholung 1976 wurde das Fahrzeug gelegentlich bei einigen Veranstaltungen wie dem London to Brighton Veteran Car Run im November 2000 in Betrieb genommen. Nachdem das Bristol Industrial Museum aufgelöst worden war, kam das Fahrzeug in das National Motor Museum in Beaulieu.